# Albi di Legs Weaver
Albi pubblicati del fumetto Legs Weaver
| Indice 1995 1996 1997 1998 1999 2000 2001 2002 2003 2004 2005 |

## Serie regolare
Periodicità: bimestrale fino al numero 11 e poi mensile - numero di pagine: 98

### 1995
| Nr. | Titolo                      | Soggetto      | Sceneggiatura | Disegni                         | Copertina    |
| --- | --------------------------- | ------------- | ------------- | ------------------------------- | ------------ |
| 1   | Le dame nere                | Antonio Serra | Antonio Serra | Gianmauro Cozzi e Teresa Marzìa | Mario Atzori |
| 2   | La donna che sapeva troppo  | Antonio Serra | Antonio Serra | Mario Alberti                   | Mario Atzori |
| 3   | Il giustiziere              | Michele Medda | Michele Medda | Pier Nicola Gallo               | Mario Atzori |
| 4   | Il gigante di acciaio       | Michele Medda | Michele Medda | Roberto Zaghi                   | Mario Atzori |
| 5   | La vendetta delle dame nere | Antonio Serra | Antonio Serra | Simona Denna                    | Mario Atzori |
| 6   | Le lune di Waldur           | Antonio Serra | Antonio Serra | Antonella Platano               | Mario Atzori |

### 1996
| Nr. | Titolo                   | Soggetto                       | Sceneggiatura                  | Disegni                           | Copertina    |
| --- | ------------------------ | ------------------------------ | ------------------------------ | --------------------------------- | ------------ |
| 7   | Il tempio maledetto      | Antonio Serra                  | Antonio Serra                  | Luca Enoch                        | Mario Atzori |
| 8   | Il potere della mente    | Michele Medda                  | Michele Medda                  | Fabio Jacomelli e Maurizio Gradin | Mario Atzori |
| 9   | Il paradiso perduto      | Katia Albini                   | Antonio Serra                  | Roberto De Angelis                | Mario Atzori |
| 10  | Il tesoro dell'astronave | Michele Medda                  | Michele Medda                  | Pier Nicola Gallo                 | Mario Atzori |
| 11  | Un'avventura per May     | Stefano Piani e Alberto Ostini | Stefano Piani e Alberto Ostini | Patrizia Mandanici                | Mario Atzori |
| 12  | La città sotto il mare   | Antonio Serra                  | Antonio Serra                  | Simona Denna                      | Mario Atzori |
| 13  | Toys                     | Stefano Piani                  | Stefano Piani                  | Elena Pianta                      | Mario Atzori |

### 1997
| Nr. | Titolo                     | Soggetto      | Sceneggiatura | Disegni                           | Copertina    |
| --- | -------------------------- | ------------- | ------------- | --------------------------------- | ------------ |
| 14  | Ritorno a Waldur           | Antonio Serra | Antonio Serra | Antonella Platano                 | Mario Atzori |
| 15  | Caccia al tesoro           | Stefano Piani | Stefano Piani | Fabio Jacomelli e Maurizio Gradin | Mario Atzori |
| 16  | Tre bambine in pericolo    | Luca Enoch    | Luca Enoch    | Luca Enoch                        | Mario Atzori |
| 17  | Il trono di sangue         | Stefano Piani | Stefano Piani | Patrizia Mandanici                | Mario Atzori |
| 18  | Vampyre story              | Stefano Piani | Stefano Piani | Anna Lazzarini                    | Mario Atzori |
| 19  | C'era una volta una regina | Michele Medda | Michele Medda | Pier Nicola Gallo                 | Mario Atzori |
| 20  | Il dormiente               | Antonio Serra | Antonio Serra | Giancarlo Olivares                | Mario Atzori |
| 21  | Sun Islands                | Stefano Piani | Stefano Piani | Sergio Giardo                     | Mario Atzori |
| 22  | La città orbitante         | Stefano Piani | Stefano Piani | Fabio Jacomelli e Maurizio Gradin | Mario Atzori |
| 23  | Inserzione mortale         | Stefano Piani | Stefano Piani | Andrea Bormida                    | Mario Atzori |
| 24  | La notte della violenza    | Antonio Serra | Antonio Serra | Simona Denna                      | Mario Atzori |
| 25  | Giustizia selvaggia        | Luca Enoch    | Luca Enoch    | Luca Enoch                        | Mario Atzori |

### 1998
| Nr. | Titolo                     | Soggetto         | Sceneggiatura                     | Disegni                         | Copertina    |
| --- | -------------------------- | ---------------- | --------------------------------- | ------------------------------- | ------------ |
| 26  | Il ritorno delle Dame Nere | Antonio Serra    | Antonio Serra                     | Teresa Marzìa e Gianmauro Cozzi | Mario Atzori |
| 27  | Fuori orario               | Antonio Serra    | Antonio Serra                     | Elena Pianta                    | Mario Atzori |
| 28  | Virus                      | Stefano Piani    | Stefano Piani                     | Pier Nicola Gallo               | Mario Atzori |
| 29  | Le strade della paura      | Stefano Piani    | Stefano Piani                     | Anna Lazzarini                  | Mario Atzori |
| 30  | L'uomo di sabbia           | Stefano Piani    | Stefano Piani                     | Mario Alberti                   | Mario Atzori |
| 31  | Il volto dell'assassino    | Angelica Tintori | Angelica Tintori e Vinicio Canton | Davide Perconti                 | Mario Atzori |
| 32  | La tribù perduta           | Luca Enoch       | Luca Enoch                        | Luca Enoch                      | Mario Atzori |
| 33  | Operazione Striker         | Stefano Piani    | Stefano Piani                     | Lola Airaghi                    | Mario Atzori |
| 34  | La regina del peccato      | Antonio Serra    | Antonio Serra                     | Antonella Vicari                | Mario Atzori |
| 35  | Il mistero di Dorak        | Stefano Piani    | Stefano Piani                     | Matteo Resinanti                | Mario Atzori |
| 36  | Il segreto delle Dame Nere | Antonio Serra    | Antonio Serra                     | Francesca Palomba               | Mario Atzori |
| 37  | Fuga tra i ghiacci         | Stefano Vietti   | Stefano Vietti                    | Giancarlo Olivares              | Mario Atzori |

### 1999
| Nr. | Titolo                      | Soggetto                       | Sceneggiatura                  | Disegni            | Copertina    |
| --- | --------------------------- | ------------------------------ | ------------------------------ | ------------------ | ------------ |
| 38  | Il talismano vivente        | Antonio Serra                  | Antonio Serra                  | Melissa Zanella    | Mario Atzori |
| 39  | Alphaville                  | Alberto Ostini e Stefano Piani | Alberto Ostini e Stefano Piani | Francesco Rizzato  | Mario Atzori |
| 40  | Giorno maledetto            | Stefano Piani                  | Stefano Piani                  | Patrizia Mandanici | Mario Atzori |
| 41  | Il duello                   | Stefano Piani                  | Stefano Piani                  | Patrizia Mandanici | Mario Atzori |
| 42  | Love story                  | Michele Medda                  | Michele Medda                  | Lola Airaghi       | Mario Atzori |
| 43  | Traffico d'armi             | Stefano Piani                  | Stefano Piani                  | Anna Lazzarini     | Mario Atzori |
| 44  | La prigioniera              | Stefano Piani                  | Stefano Piani                  | Ugo Verdi          | Mario Atzori |
| 45  | Gli adoratori di Osiride    | Giovanni Mattioli              | Giovanni Mattioli              | Vanna Vinci        | Mario Atzori |
| 46  | Le amazzoni                 | Stefano Piani                  | Stefano Piani                  | Andrea Bormida     | Mario Atzori |
| 47  | Deserto di sangue           | Stefano Piani                  | Stefano Piani                  | Andrea Bormida     | Mario Atzori |
| 48  | La minaccia delle Dame Nere | Antonio Serra                  | Antonio Serra e Stefano Piani  | Antonella Vicari   | Mario Atzori |
| 49  | Il Leviatano                | Angelica Tintori               | Angelica Tintori               | Simona Denna       | Mario Atzori |

### 2000
| Nr. | Titolo                  | Soggetto                            | Sceneggiatura                                        | Disegni                             | Copertina    |
| --- | ----------------------- | ----------------------------------- | ---------------------------------------------------- | ----------------------------------- | ------------ |
| 50  | I mille volti di Legs   | Antonio Serra                       | Serra, Medda, Ortolani, Ostini, Piani, Vietti, Vigna | Camboni, Olivares, Ortolani e Vinci | Mario Atzori |
| 51  | Gli amori difficili     | Alberto Ostini                      | Alberto Ostini                                       | Patrizia Mandanici                  | Mario Atzori |
| 52  | Piccoli assassini       | Stefano Piani                       | Stefano Piani                                        | Davide Perconti                     | Mario Atzori |
| 53  | Zombie                  | Stefano Piani e Giovanni Garbellini | Stefano Piani                                        | Francesco Rizzato                   | Mario Atzori |
| 54  | Vampiri                 | Stefano Piani                       | Stefano Piani                                        | Ugo Verdi                           | Mario Atzori |
| 55  | Il lottatore            | Stefano Piani                       | Stefano Piani                                        | Pier Nicola Gallo                   | Mario Atzori |
| 56  | Fotogrammi di morte     | Michele Medda                       | Michele Medda                                        | Antonella Vicari                    | Mario Atzori |
| 57  | Sangue a Key Bay        | Stefano Piani                       | Stefano Piani                                        | Maurizio Gradin                     | Mario Atzori |
| 58  | I signori dell'oscurità | Antonio Serra                       | Antonio Serra                                        | Melissa Zanella                     | Mario Atzori |
| 59  | Il complotto            | Stefano Piani                       | Stefano Piani                                        | Patrizia Mandanici                  | Mario Atzori |
| 60  | I ladri del tempo       | Alberto Ostini                      | Alberto Ostini                                       | Anna Lazzarini                      | Mario Atzori |
| 61  | Racconto di Natale      | Stefano Piani                       | Stefano Piani                                        | Simona Denna                        | Mario Atzori |

### 2001
| Nr. | Titolo                         | Soggetto                       | Sceneggiatura                  | Disegni           | Copertina    |
| --- | ------------------------------ | ------------------------------ | ------------------------------ | ----------------- | ------------ |
| 62  | Strada senza ritorno           | Stefano Piani                  | Stefano Piani                  | Stefano Martino   | Mario Atzori |
| 63  | Legs alle Olimpiadi            | Alberto Ostini                 | Alberto Ostini                 | Mario Alberti     | Mario Atzori |
| 64  | Il predatore                   | Stefano Piani                  | Stefano Piani                  | Antonella Vicari  | Mario Atzori |
| 65  | Laboratorio Delta              | Stefano Piani                  | Stefano Piani                  | Pier Nicola Gallo | Mario Atzori |
| 66  | La professoressa               | Stefano Piani                  | Stefano Piani                  | Maurizio Gradin   | Mario Atzori |
| 67  | Giungla!                       | Michele Medda                  | Michele Medda                  | Francesca Palomba | Mario Atzori |
| 68  | L'uccisore di draghi           | Stefano Piani                  | Stefano Piani                  | Andrea Bormida    | Mario Atzori |
| 69  | Spectrum                       | Stefano Piani                  | Stefano Piani                  | Gianni Sedioli    | Mario Atzori |
| 70  | Sulle strade di Dogpatch       | Alberto Ostini e Stefano Piani | Alberto Ostini e Stefano Piani | Davide Perconti   | Mario Atzori |
| 71  | Big toys                       | Stefano Piani                  | Stefano Piani                  | Guido Masala      | Mario Atzori |
| 72  | Il mistero della camera chiusa | Stefano Piani                  | Stefano Piani                  | Simona Denna      | Mario Atzori |
| 73  | Quelle brave ragazze           | Michele Medda                  | Michele Medda                  | Anna Lazzarini    | Mario Atzori |

### 2002
| Nr. | Titolo                     | Soggetto          | Sceneggiatura     | Disegni            | Copertina    |
| --- | -------------------------- | ----------------- | ----------------- | ------------------ | ------------ |
| 74  | Ultima moda                | Riccardo Secchi   | Riccardo Secchi   | Francesco Rizzato  | Mario Atzori |
| 75  | Reazione a catena          | Stefano Piani     | Stefano Piani     | Tiziano Scanu      | Mario Atzori |
| 76  | Fuga per la vita           | Stefano Piani     | Stefano Piani     | Antonella Vicari   | Mario Atzori |
| 77  | Tsunami                    | Stefano Vietti    | Stefano Vietti    | Ugo Verdi          | Mario Atzori |
| 78  | Legs, la fuorilegge        | Stefano Piani     | Stefano Piani     | Stefano Martino    | Mario Atzori |
| 79  | Il falcone maltese         | Stefano Piani     | Stefano Piani     | Pier Nicola Gallo  | Mario Atzori |
| 80  | Quinto: non uccidere       | Angelica Tintori  | Angelica Tintori  | Lola Airaghi       | Mario Atzori |
| 81  | Morte negli abissi         | Giovanni Mattioli | Giovanni Mattioli | Vanna Vinci        | Mario Atzori |
| 82  | Un'avventura d'altri tempi | Luigi Mignacco    | Luigi Mignacco    | Francesco Rizzato  | Mario Atzori |
| 83  | Paura ad alta quota        | Stefano Piani     | Stefano Piani     | Davide Perconti    | Mario Atzori |
| 84  | Future baby inc.           | Michele Medda     | Michele Medda     | Anna Lazzarini     | Mario Atzori |
| 85  | Duello tra le nuvole       | Stefano Vietti    | Stefano Vietti    | Giancarlo Olivares | Mario Atzori |

### 2003
| Nr. | Titolo                     | Soggetto                          | Sceneggiatura    | Disegni                 | Copertina    |
| --- | -------------------------- | --------------------------------- | ---------------- | ----------------------- | ------------ |
| 86  | La civiltà Nzondo          | Alberto Ostini                    | Alberto Ostini   | Francesca Palomba       | Mario Atzori |
| 87  | Gli esploratori            | Alberto Ostini                    | Alberto Ostini   | Francesca Palomba       | Mario Atzori |
| 88  | Gioco d'azzardo            | Stefano Piani                     | Stefano Piani    | Pier Nicola Gallo       | Mario Atzori |
| 89  | Sabbie infuocate           | Luigi Mignacco                    | Luigi Mignacco   | Francesco Rizzato       | Mario Atzori |
| 90  | La miniera                 | Giorgio Pezzin                    | Giorgio Pezzin   | Stefano Martino         | Mario Atzori |
| 91  | L'enigma del Biorama       | Gelsomina Riccio                  | Gelsomina Riccio | Antonella Vicari        | Mario Atzori |
| 92  | I persuasori occulti       | Luigi Mignacco                    | Luigi Mignacco   | Guido Masala            | Mario Atzori |
| 93  | Angeli con la pistola      | Stefano Piani                     | Stefano Piani    | Maurizio Gradin         | Mario Atzori |
| 94  | Chi ha ucciso Jack Kahio?  | Stefano Piani e Pier Nicola Gallo | Stefano Piani    | Pier Nicola Gallo       | Mario Atzori |
| 95  | Ore 9: lezione di omicidio | Stefano Piani                     | Stefano Piani    | Alberti, Martino, Cozzi | Mario Atzori |
| 96  | L'oracolo                  | Diego Cajelli                     | Diego Cajelli    | Davide Perconti         | Mario Atzori |
| 97  | La sosia                   | Michele Medda                     | Michele Medda    | Melissa Zanella         | Mario Atzori |

### 2004
| Nr. | Titolo                       | Soggetto                            | Sceneggiatura                       | Disegni                          | Copertina    |
| --- | ---------------------------- | ----------------------------------- | ----------------------------------- | -------------------------------- | ------------ |
| 98  | Fuoco assassino              | Gabriella Cordone e Alberto Lisiero | Gabriella Cordone e Alberto Lisiero | Francesco Rizzato                | Mario Atzori |
| 99  | I mostri                     | Stefano Piani                       | Stefano Piani                       | Stefano Martino                  | Mario Atzori |
| 100 | I pirati di Marte            | Luigi Mignacco                      | Luigi Mignacco                      | Francesca Palomba                | Mario Atzori |
| 101 | Lo scienziato rapito         | Angelica Tintori                    | Angelica Tintori                    | Antonella Vicari                 | Mario Atzori |
| 102 | Abbandonate nello spazio     | Angelica Tintori                    | Angelica Tintori                    | Simona Denna                     | Mario Atzori |
| 103 | Inferno di cristallo         | Alberto Ostini                      | Alberto Ostini                      | Mario Atzori                     | Mario Atzori |
| 104 | Una nuova vita               | Stefano Vietti                      | Stefano Vietti                      | Maurizio Gradin                  | Mario Atzori |
| 105 | Fuga nello spazio            | Stefano Vietti                      | Stefano Vietti                      | Antonella Platano                | Mario Atzori |
| 106 | Il laboratorio nascosto      | Stefano Vietti                      | Stefano Vietti                      | Patrizia Mandanici               | Mario Atzori |
| 107 | L'uomo del mistero           | Bepi Vigna                          | Bepi Vigna                          | Pier Nicola Gallo                | Mario Atzori |
| 108 | Vite in gioco                | Stefano Piani                       | Stefano Piani                       | Davide Perconti                  | Mario Atzori |
| 109 | Il tesoro dell'isola perduta | Bepi Vigna                          | Bepi Vigna                          | Simona Denna e Francesca Palomba | Mario Atzori |

### 2005
| Nr. | Titolo                 | Soggetto       | Sceneggiatura  | Disegni                                           | Copertina    |
| --- | ---------------------- | -------------- | -------------- | ------------------------------------------------- | ------------ |
| 110 | Il taccuino rosso      | Stefano Piani  | Stefano Piani  | Maurizio Gradin e Mario Atzori                    | Mario Atzori |
| 111 | Il viaggio             | Stefano Piani  | Stefano Piani  | Antonella Vicari                                  | Mario Atzori |
| 112 | Al termine della notte | Stefano Piani  | Stefano Piani  | Pier Nicola Gallo                                 | Mario Atzori |
| 113 | La donna senza paura   | Luigi Mignacco | Luigi Mignacco | Melissa Zanella                                   | Mario Atzori |
| 114 | Missione di soccorso   | Stefano Vietti | Stefano Vietti | Francesco Rizzato                                 | Mario Atzori |
| 115 | Memorie di guerra      | Alberto Ostini | Alberto Ostini | Maurizio Gradin                                   | Mario Atzori |
| 116 | La base segreta        | Stefano Vietti | Stefano Vietti | Davide Perconti e Melissa Zanella                 | Mario Atzori |
| 117 | Mutazione              | Bepi Vigna     | Bepi Vigna     | Simona Denna, Francesca Palomba e Maurizio Gradin | Mario Atzori |
| 118 | I misteri di Lagoon    | Michele Medda  | Michele Medda  | Pier Nicola Gallo                                 | Mario Atzori |
| 119 | L'ultima missione      | Stefano Vietti | Stefano Vietti | Antonella Vicari                                  | Mario Atzori |